# Singhiella serdangensis
Singhiella serdangensis là một loài côn trùng cánh nửa trong họ Aleyrodidae, phân họ Aleyrodinae.
Singhiella serdangensis được Corbett miêu tả khoa học đầu tiên năm 1935.